# Limonium puberulum
Limonium puberulum är en triftväxtart som först beskrevs av Philip Barker Webb, och fick sitt nu gällande namn av Carl Ernst Otto Kuntze. Limonium puberulum ingår i släktet rispar, och familjen triftväxter. Inga underarter finns listade i Catalogue of Life.